# Bazyli (Ratmirow)
Bazyli, imię świeckie Wasilij Michajłowicz Ratmirow (ur. 17 grudnia?/29 grudnia 1887 w guberni stawropolskiej, zm. po 1947) – rosyjski duchowny prawosławny.

## Życiorys

### Edukacja, wczesna działalność
Był synem kapłana prawosławnego. W 1908 ukończył seminarium duchowne w Stawropolu. W swoich wspomnieniach twierdził, że podjął następnie studia w Kijowskiej Akademii Duchownej i uzyskał stopień kandydata nauk teologicznych, jednak w spisach absolwentów uczelni brak jego nazwiska. 17 sierpnia 1908 przyjął święcenia diakońskie i rozpoczął służbę w cerkwi w stanicy Starodieriewiankowskiej. 5 października 1909 został wyświęcony na kapłana i od 1910 służył w cerkwi w Arzgirze, zaś od 1914 - w cerkwi św. Mikołaja w Jejsku. W 1920 złożył wieczyste śluby mnisze i został podniesiony do godności archimandryty.

### Biskup
4 listopada 1921 patriarcha moskiewski i całej Rusi Tichon wyświęcił go na biskupa jejskiego, wikariusza eparchii stawropolskiej. Już w maju roku następnego biskup Bazyli przeszedł do Żywej Cerkwi. W marcu 1927 został aresztowany i skazany na uwięzienie w łagrze urządzonym w dawnym Monasterze Sołowieckim. W 1932 zwolniony, na polecenie synodu Żywej Cerkwi udał się do Armawiru i przyjął tytuł arcybiskupa armawirskiego i majkopskiego. W 1935 otrzymał godność metropolity i został przeniesiony do eparchii kurskiej. Według wspomnień miejscowego duchowieństwa Bazyli prowadził otwarcie świecki tryb życia, prawie nigdy nie odprawiał nabożeństw ani nie przystępował do sakramentów. W 1938 mianowany kanclerzem w synodzie Żywej Cerkwi, zaś po jego likwidacji - kanclerzem współzarządzającym tymże związkiem wyznaniowym razem z jego Pierwszym Hierarchą - metropolitą Witalisem. W 1939 na własne życzenie odszedł w stan spoczynku, następnie zrzekł się stanu duchownego i podjął pracę księgowego.
W lipcu 1941 złożył akt pokutny przed locum tenens Patriarchatu Moskiewskiego metropolitą moskiewskim i kołomieńskim Sergiuszem, który przyjął go ponownie do Rosyjskiego Kościoła Prawosławnego z godnością biskupa. 17 lipca tego samego roku został wyznaczony na biskupa żytomierskiego, zaś w sierpniu 1941 przeniesiony na katedrę kalinińską i kaszyńską. Jako biskup kaliniński współpracował z radzieckim wywiadem, pomagając w przerzucaniu radzieckich oficerów w przebraniu duchownych prawosławnych na okupowane przez III Rzeszę terytorium. W 1942 otrzymał godność arcybiskupią. W 1943 objął równolegle zarząd eparchii smoleńskiej i posługiwał się odtąd tytułem arcybiskupa kalinińskiego i smoleńskiego. Brał udział w soborze biskupów w Moskwie we wrześniu 1943.

### Sprawa eparchii białostockiej
4 września 1944 został zwierzchnikiem wszystkich struktur prawosławnych na terenie Białorusi, z tytułem arcybiskupa mińskiego i mohylewskiego. W grudniu tego samego roku udał się na Białostocczyznę, by nakłonić miejscowe duchowieństwo do uznania jego jurysdykcji; uzyskał takie deklaracje od duchownych dekanatów hajnowskiego, bielskiego i białostockiego PAKP: księży Mikołaja Wincukiewicza, Józefa Guszkiewicza, Elizeusza Gierasimowicza i Jana Gromotowicza. Dwa miesiące później patriarcha moskiewski i całej Rusi Aleksy I ogłosił powstanie eparchii białostockiej z arcybiskupem Bazylim jako locum tenens. Dopiero w maju 1946 Patriarchat Moskiewski wycofał się z tej próby sprawowania jurysdykcji nad częścią terytorium PAKP. Również władze polskie zwalczały zwolenników powstania eparchii białostockiej - w 1946 zaginęło bez wieści kilku jego zwolenników, m.in. księża Wincukiewicz i Włodzimierz Jemieljaniuk. Pod naciskiem władz, niechętnych powstaniu struktur Rosyjskiego Kościoła Prawosławnego na terytorium Polski, popierający biskupa Bazylego wycofali się ze swoich deklaracji.

### Po II wojnie światowej
Dzięki staraniom arcybiskupa Bazylego w 1945 przy monasterze Zaśnięcia Matki Bożej w Żyrowicach powstały kursy teologiczne, które w 1947 przekształcono w seminarium duchowne. Równocześnie duchowny prowadził niemoralny tryb życia i dopuścił się oszustw finansowych w zarządzaniu eparchią, ponadto Synod Rosyjskiego Kościoła Prawosławnego dowiedział się o jego porzuceniu stanu duchownego w 1939. W 1946 arcybiskup wystąpił o przeniesienie w stan spoczynku z powodu złego stanu zdrowia. Nigdy jednak nie pojawił się na posiedzeniu Synodu, który żądał od niego wyjaśnień; został zawieszony w stanie duchownym. Informacji o jego życiu po 1947 brak.